# Nikos Vertis
Nikolaos "Nikos" Vertīs (in greco Νίκος Βέρτης?) (Gorinchem, 21 agosto 1976) è un cantante e compositore greco nato nei Paesi Bassi. Ad oggi ha pubblicato 5 album e 2 CD/DVD album special edition.

## Infanzia e formazione
Nikolaos Arvanitidis (Greco: Νικόλαος Αρβανιτίδης, poi in arte Βέρτης) nato nei Paesi Bassi da famiglia Greca arvanita all'età di sei anni, con la sua famiglia si trasferì a Salonicco, in Grecia e a sette anni, inizió a suonare il buzuki e dall'età di 15 anni, ha iniziato a appassionarsi al canto. All'età di 16 anni, si è trasferito di nuovo in Olanda per due anni, dove ha frequentato un istituto tecnico. Ritornato in Grecia per il servizio militare ha iniziato farsi coinvolgere dal canto. Ha iniziato a cantare in piccoli club a Salonicco e in altre località della Macedonia. Nell'estate del 2002, ha iniziato a cantare al club popolare "Rodon" dove ha avuto un grande successo.

## 2003-2004: Poli apotoma vradiazei & Pane psihi mou
Nel 2003 firma un contratto con la Universal Music Grecia e pubblica il suo album di debutto intitolato "Poli apotoma vradiazei" (Diventa notte in fretta). Le canzoni "Asteri mou ", "An feigeis", "San trelos se agapao " e la title track dell'album diventano presto hit radiofoniche, mentre Peggy Zina presta la sua voce per due duetti dell'album " Eimaste horia " e "Hanomaste ", anche questo gradi successi radiofonici.
Nella stagione invernale 2003-2004, Vertis si trasferisce ad Atene dove collabora con Peggy Zina al club Apollon.
Alla terza edizione "Arion Music Awards", nel 2003, vince il premio "Best New Artist".
Nel maggio 2004 inizia a cantare di nuovo al club "Rodon" di Salonicco, con successo sempre maggiore. Nel settembre 2004 esce il suo secondo album "Pame psihi mou" (Andiamo, anima mia) con canzoni composte da Giorgos Theofanos. Le canzoni "Pos tolmas", "Thimamai", e "Se mena " diventano subito hit radiofoniche. Allo stesso tempo Vertis inizia ad esibirsi al club "Posidonio" per la stagione invernale 2004-2005. Le sue performance al "Posidonio" riscuotono molto successo.
Alla quarta edizione all'"Arion Music Awards" del 2004, Vertis viene nominato nella categoria "Best Male Laiko Singer".

## 2005-2006: Pes to mou xana & Pos perno ta vradia monos
Nella primavera del 2005 inizia il suo secondo round di esibizioni al club "Posidonio", dove rimane per tutta l'estate. Nell'estate del 2005 pubblica il suo primo CD singolo dal titolo "Pes to mou xana" (Dimmi), che gli vale il primo disco di platino per il "singolo greco più venduto nell'anno" consegnato in occasione della quinta edizione dell'Arion Music Awards.
Per la stagione invernale 2005-2006 continua a cantare al club Posidonio. Nel dicembre 2005, Vertis pubblica il suo terzo album, " Pos perno ta vradia monos" (Come passo le serate da solo). Caratterizzano il CD le musiche di Kiriakos Papadopoulos e i testi di Ilias Filippou. L'album conquista presto il disco di platino, mentre le canzoni "Pes to mou xana", "Poia esu", "Pos na per exigiso", "Den se niazei", e "Kapote tha deis" diventano hit radiofoniche.
All'inizio del 2006 , Vertis ripubblica l'album in un'edizione speciale contenente un DVD bonus con sette video musicali.

## 2007-2010: Mono gia sena e Ola einai edo
Per la stagione invernale del 2006-2007, Vertis ha cantato di nuovo al club "Posidonion". Nel mese di marzo ha iniziato a registrare il suo quarto album in studio, intitolato “Mono gia sena” (Solo per te), lanciato nel mese di aprile 2007 inclusivo di un DVD bonus. Da questo CD le canzoni "Mono gia sena", "Matia mou glyka", "Parapono mou" , "Svista ola" e "De m'agapas" diventano subito hit radiofoniche per tutta l'estate. Nel luglio 2007, l'album vince il disco di platino, che diventa doppio platino dal febbraio 2008. Per la stagione invernale 2007-2008, Vertis canta per il quarto anno consecutivo al club  "Posidonion". L'ultima serata al "Posidonion" era piena di apparizioni di altri cantanti e amici come Antonis Remos, George Dalaras, Antonis Vardis, e altre celebrità. Nell'ottobre 2008, Vertis inizia un tour mondiale con una ventina di concerti in Australia, Stati Uniti, Canada ed Europa, terminato il 17 gennaio 2009 presso l'HMV Hammersmith Apollo di Londra.
Il quinto album "Ola einai edo" (Tutto è qui), originariamente annunciato per il febbraio 2009, esce all'inizio di aprile. Il dodicesimo brano dell'album è stato scritto da Christos Nikolopoulos, Antonis Vardis, e Dimitris Dekos.
Come parte della campagna promozionale della Universal Music il CD viene commercializzato in tre versioni: uno standard con dodici brani contenuto in uno scrigno, un'edizione confezionata con una scatola rettangolare contenente un bonus "Mega-Mix" con i grandi successi, ed infine una versione comprendente una rivista.
Il primo singolo "Den teliosame" è stato pubblicato per le radio all'inizio di aprile ed è una ballata erotica. Il video musicale è stato realizzato diretto da Giorgos Gabalos.
L'album riceve velocemente il disco di platino ed in seguito il 4×.

## 2021: il ritorno
Nel luglio 2021 rilascia il singolo "S'Agapao", che si posiziona in varie classifiche come top hit dell'estate in Grecia.